# Ваверская резня

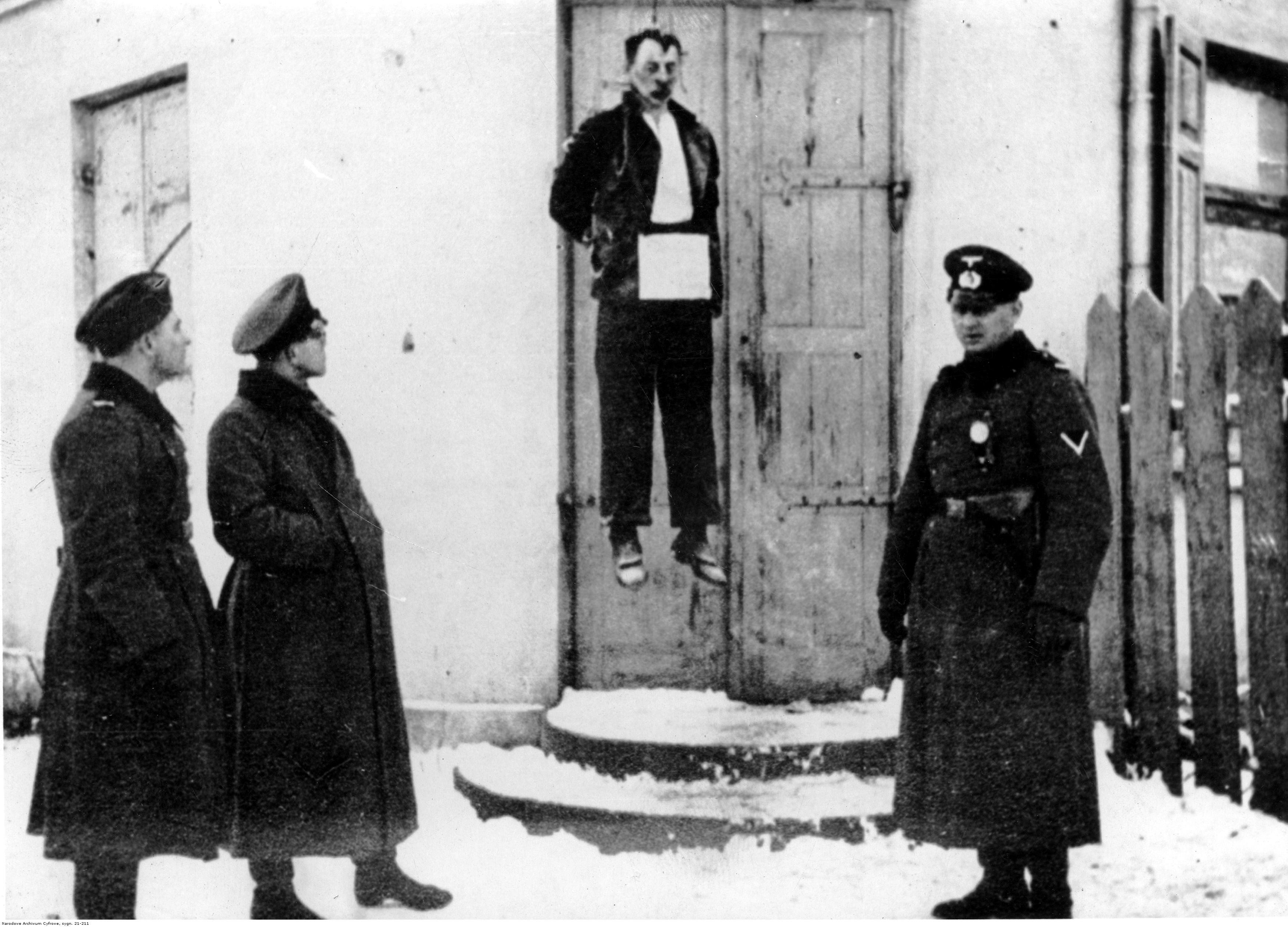
Антони Бартошек, повешенный нацистами возле входа в его ресторан в Вавере, 27 декабря 1939 года

Ваверская резня (пол. Zbrodnia w Wawrze) — трагические события, связанные с казнью польских гражданских лиц в ночь с 26 на 27 декабря 1939 года нацистскими оккупантами в Вавере (близ Варшавы), Польша. Казнь была ответом на смерть двух немецких солдат — 107 человек были расстреляны.
Резня считается одним из первых массовых убийств польских гражданских лиц нацистской Германией в оккупированной ей Польше.

## Предпосылки
Нацистская Германия вторглась и оккупировала Польшу в сентябре 1939 года. С самого начала война против Польши была задумана реализация плана, описанного Адольфом Гитлером в его книге «Моя борьба» (нем. «Mein Kampf»). Основной смысл плана состоял в том, чтобы вся Восточная Европа стала частью Великой Германии, немецкого «жизненного пространства» (нем. «Lebensraum»).

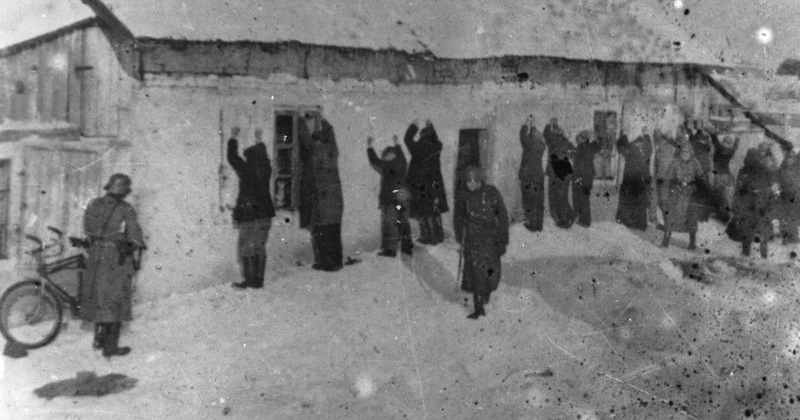
Резня в Вавере, 1939 год

Вечером 26 декабря два известных польских преступника, Мариан Прасула и Станислав Добек, убили двух немецких унтер-офицеров из 538-го строительного батальона. Узнав об этом, исполняющий обязанности командира полиции порядка в Варшаве полковник Макс Дауме отдал приказ о начале немедленных репрессий. Они состояли из серии арестов случайных польских мужчин в возрасте от 16 до 70 лет, обнаруженных в районе, где произошли убийства (в Вавере и соседней деревне Анин).

## Резня

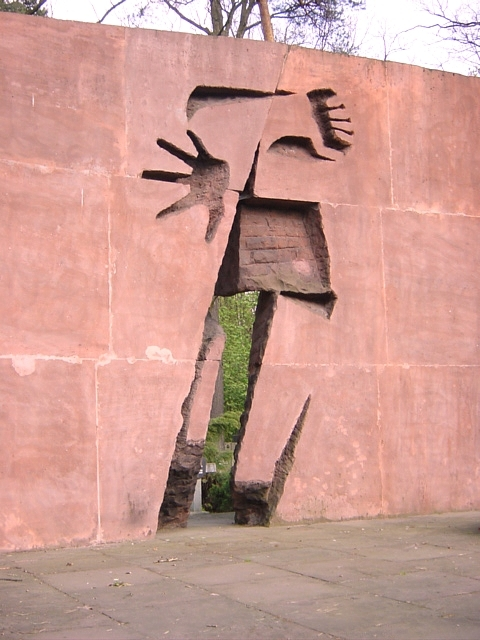
Военное кладбище памяти 107 жертв Ваверской резни, совершенной немецкой полицией в оккупированной немцами Польше 27 декабря 1939 года, в Варшаве

После суда кенгуру под председательством генерал-майора Фридриха Вильгельма Венцля 114 из 120 арестованных, многие из которых не знали о недавних убийствах и были попросту подняты с постели немецкой полицией, были приговорены к смертной казни. Им не была предоставлена возможность защищаться в суде по своему делу. Из 114 человек одному удалось скрыться, 7 были ранены, но не убиты, им позже удалось бежать, остальные 107 были расстреляны. Среди погибших были один профессиональный военный, один журналист, два человека с двойным гражданством (США и Польши) и 12-летний мальчик. Некоторые из казненных не были местными жителями, а просто навещали свои семьи на Рождество.

## Последствия
Резня стала одной из самых ранних расправ (вероятно, вторая, после резни в Бохне, в которой 18 декабря погибли 52 мирных жителя) в оккупированной нацистами Польше. Это событие также стало одним из первых примеров широкомасштабного осуществления Германией доктрины круговой поруки в Генерал-губернаторстве в Польше после окончания вторжения в сентябре.
Вскоре после резни была создана польская молодёжная организация сопротивления «Wawer». Она был частью Szare Szeregi, подпольного отделения Союза польских харцеров, его первым действием было создание серии граффити в Варшаве на Рождество 1940 года в память о бойне. Члены подразделения «Малый саботаж», входящего в состав союза, писали на стенах Варшавы «Pomścimy Wawer» («Мы отомстим за Вавер»). Сначала они писали весь текст, а затем, чтобы сэкономить время, сократили его до двух букв, P и W. Позже они создали символ Kotwica — «Якорь», символ, представляющий собой комбинацию этих двух букв, его рисовать было легко и быстро. Следующий «якорь» приобрел больше смыслов: Polska Walcząca («Сражающаяся Польша»). Этот символ также расшифровывается как Wojsko Polskie («Польская армия») и Powstanie Warszawskie («Варшавское восстание»). Наконец, «котвица» стала патриотическим символом неповиновения оккупантам и была изображена на зданиях практически повсюду.

Kotwica

3 марта 1947 года Верховный национальный трибунал Польши по делу о военных преступниках (Najwyższy Trybunał Narodowy) приговорил Макса Дауме к смертной казни. Вильгельм Венцель был экстрадирован в Польшу в 1950 году и казнен в ноябре 1951 года.
Сейчас в Вавере есть памятник в память о трагическом событии.